# Джек Голдман
Джейкоб "Джек" Голдман (англ. Jacob "Jack" Goldman; 18 липня 1921 Бруклін, Нью-Йорк — 20 грудня 2011, Вестпорт, Коннектикут) — американський фізик і підприємець. Відомий своєю роботою директора наукової лабораторії Форд Мотор компані, і як засновник і колишній керівник відомого науково-дослідного центру Xerox PARC в Пало-Альто, Каліфорнія (Xerox Palo Alto Research Center). Він також був викладачем в Карнегі-Тек.

## Біографічні відомості
Голдман родився в Брукліні в 1921 році в родині євреїв емігрантів з Росії.  Він закінчив університет "Ієшива" та Університет Пенсільванії, де отримав ступінь доктора філософії з фізики. Він спеціалізувався на явищі магнетизму. 
Після закінчення навчання Голдман працював в енергетичній компанії Westinghouse і викладав в Університеті Карнегі-Меллона, а в 1955 році почав роботу в Ford, де керував дослідницькою лабораторією.
Серед проектів, над якими працював Голдман у Форд в 1960-х років були натрій-сірчані акумулятори для електромобілів.
Голдман вижив після важкої аварії автомобіля Ford Lincoln з бензиновим двигуном, і уїдливо зауважив: "Я припускаю, що я довів, що бензин є  небезпечнішим ніж натрій-сірчані батареї."
Після роботи в компанії Ford Motor в 1968 Голдман був запрошений Xerox на посаду старшого віце-президента з досліджень і розробок компанії. Він найняв фізика Джорджа Пейка (George Pake) і протягом перших 10 років у відкритому ним у 1970 центрі Xerox PARC було народжено дуже багато технологій, фундаментальних для розвитку ІТ-галузі, включаючи лазерні принтери, об'єктно-орієнтоване програмування та локальні обчислювальні мережі. У 1975 вчені Xerox PARC розробили перший графічний інтерфейс з робочим столом, вікнами і випадаючими меню, управляти яким пропонувалося за допомогою миші. Ця розробка стала основою персонального комп'ютера Xerox Alto, а згодом — усіх персональних комп'ютерів у світі. 
У 1982 Голдман залишив керівну посаду в Xerox, зберігши крісло в раді директорів, і став приватним інвестором.
Помер Джейкоб Голдман 20 грудня 2011 від серцевої недостатності у віці 90 років.

## Виноски
1. 1 2  https://www.pcmag.com/archive/xerox-parc-founder-jack-goldman-dies-at-90-292033
2. ↑  http://www.pcmag.com/article2/0,2817,2397991,00.asp
3. ↑  SNAC — 2010.
4. ↑  https://lenta.ru/news/2011/12/22/goldman/
5. 1 2 3  https://www.sigmaxi.org/programs/prizes-awards/william-procter/award-winner/jacob-e.-goldman
6. ↑  Архівована копія. Архів оригіналу за 7 вересня 2014. Процитовано 23 грудня 2011.{{cite web}}:  Обслуговування CS1: Сторінки з текстом «archived copy» як значення параметру title (посилання)
7. ↑  Архівована копія. Архів оригіналу за 16 грудня 2019. Процитовано 23 грудня 2011.{{cite web}}:  Обслуговування CS1: Сторінки з текстом «archived copy» як значення параметру title (посилання)
8. ↑  unknown title. Public Power. American Public Power Association. 24: 28. 1966. Архів оригіналу за 3 червня 2016. Процитовано 23 грудня 2011.
9. ↑  Bob Irvin (Feb. 1967). Detroit listening post: Quotable quotes. Popular Mechanics. Архів оригіналу за 3 травня 2016. Процитовано 23 грудня 2011.